# Episodi di Wolff, un poliziotto a Berlino (quarta stagione)
Gli episodi della quarta serie di "Wolff, un poliziotto a Berlino" sono stati trasmessi per la prima volta in Germania, dal canale Sat1, tra il 16 febbraio e il 25 maggio 1995. In Italia, sono andati in onda su Raidue tra il 18 luglio e il 22 agosto 1997. Gli stessi episodi sono stati trasmessi in replica, nella primavera del 2007, su Retequattro.
| nº    | Titolo originale        | Titolo italiano               | Prima TV Germania | Prima TV Italia        |
| ----- | ----------------------- | ----------------------------- | ----------------- | ---------------------- |
| 1-43  | Todsicher               | Rapina per vendetta           | 16 febbraio 1995  | 23 luglio 1997 - 15,25 |
| 2-44  | Silke, 16               | La giovane Silke              | 23 febbraio 1995  | 18 luglio 1997 - 15,25 |
| 3-45  | Amigos                  | Amigos                        | 2 marzo 1995      | 22 luglio 1997 - 15,25 |
| 4-46  | Sommersprossen          | Una straordinaria somiglianza | 9 marzo 1995      | 24 luglio 1997 - 15,25 |
| 5-47  | Kalt ist der Abendhauch | Freddo è l'alito della sera   | 16 marzo 1995     | 21 luglio 1997 - 15,25 |
| 6-48  | Das dritte Auge         | Lo psicanalista               | 23 marzo 1995     | 29 luglio 1997 - 15,25 |
| 7-49  | Rettungsschuß           | Sotto inchiesta               | 30 marzo 1995     | 1 agosto 1997 - 15,25  |
| 8-50  | Klassenfahrt            | Gita scolastica               | 6 aprile 1995     | 11 agosto 1997 - 15,25 |
| 9-51  | Taekwon-Do              | Il racket delle estorsioni    | 13 aprile 1995    | 28 luglio 1997 - 15,25 |
| 10-52 | Das Interview           | L'intervista                  | 20 aprile 1995    | 25 luglio 1997 - 15,25 |
| 11-53 | Tabu                    | Tabu                          | 27 aprile 1995    | 19 agosto 1997 - 15,25 |
| 12-54 | Mausetot                | Due attentati                 | 4 maggio 1995     | 21 agosto 1997 - 15,25 |
| 13-55 | Tod einer Familie       | Morte di una famiglia         | 11 maggio 1995    | 22 agosto 1997 - 15,25 |
| 14-56 | Chemie der Liebe        | Chimica dell'amore            | 18 maggio 1995    | 12 agosto 1997 - 15,25 |
| 15-57 | Gebrochene Herzen       | Cuori infranti                | 25 maggio 1995    | 31 luglio 1997 - 15,25 |